# Serge Maury
Serge Jean Maury (ur. 24 lipca 1946 w Bordeaux) – francuski żeglarz sportowy. Złoty medalista olimpijski z Monachium.
Pływał w klasie Finn. Igrzyska w 1972 były jego pierwszą olimpiadą, na IO 76 zajął 10. miejsce. W 1971 był brązowym medalistą mistrzostw świata, w 1973 zwyciężył w tej imprezie. W 1975 i 1976 zostawał mistrzem Europy.